# La Lapa
La Lapa är en ort i Spanien.   Den ligger i provinsen Provincia de Badajoz och regionen Extremadura, i den sydvästra delen av landet, 300 km sydväst om huvudstaden Madrid. La Lapa ligger 476 meter över havet och antalet invånare är 307.
Terrängen runt La Lapa är kuperad västerut, men österut är den platt. Runt La Lapa är det glesbefolkat, med 17 invånare per kvadratkilometer. Närmaste större samhälle är Zafra, 9,4 km öster om La Lapa. Trakten runt La Lapa består till största delen av jordbruksmark.